# Хофман, Франц Иоганн
Франц Иоганн Хофман (нем. Franz Johann Hofmann; 5 апреля 1906, Хоф, Германская империя — 14 августа 1973, Штраубинг, ФРГ) — гауптштурмфюрер СС, шуцхафтлагерфюрер концлагеря Освенцим.

## Биография
Франц Иоганн Хофман родился 5 апреля 1906 года в семье мясника и рос вместе с пятью братьями и сёстрами. После окончания народной школы учился на обойщика, обучение закончил в 1923 году экзаменом у подмастерья. Поскольку он не нашёл работу по специальности, он работал в бакалейной лавке у своего дяди. Потом был официантом и служащим отеля пока в 1931 году не стал безработным. В 1932 году вернулся в свой родной город, где после прихода нацистов к власти нашёл работу в отделении полиции.
1 ноября 1932 года вступил в НСДАП (билет № 1369617) и в том же году был зачислен в ряды СС (№ 40651). С сентября 1933 года служил в охране концлагеря Дахау, где в 1937 году стал обершарфюрером СС. В 1939 году стал рапортфюрером и был повышен до гауптшарфюрера СС. В 1941 году стал 2-м шуцхафтлагерфюрером и унтерштурмфюрером СС. В апреле 1942 года дослужился до звания оберштурмфюрера СС и 1-го шуцхафтлагерфюрера Дахау.
1 декабря 1942 года был переведён в концлагерь Освенцим. Там он был назначен 3-м шуцхафтлагерфюрером и отвечал за селекцию новоприбывших заключённых. С конца февраля по ноябрь 1943 года был начальником цыганского лагеря. В ноябре 1943 года был назначен шуцхафтлагерфюрером в основном лагере Освенцима. 15 мая 1944 года был переведён в концлагерь Нацвейлер, где в качестве преемника Франца Хёсслера стал шуцхафтлагерфюрером в сублагере Неккарельц. Кроме того, Хофман был комендантом концлагеря Биссинген. В феврале 1945 года из-за административного взыскания был отправлен в Гуттенбах, где находилась комендатура СС всех сублагерей Нацвейлера в регионе.

### После войны
После окончания войны Хофман скрылся и под чужим именем работал в сельском хозяйстве в Кирхберге-на-Ягсте. В конце 1940-х годов в городе Ротенбург-об-дер-Таубер он прошёл денацификацию, в результате чего был приговорён к штрафу в 20 марок. Он заявил, что вступил в нацистскую партию только в 1937 году, а также  скрыл свою принадлежность к СС и деятельность в концлагерях. За преступления, совершённые в концлагере Дахау, он был арестован 16 апреля 1959 года. 24 октября 1961 года заявил: 
Когда я занимаю пост, где бы он ни находился, я стараюсь выложиться на все 100 процентов.Оригинальный текст (нем.)Wenn ich einen Posten übertragen bekomme, ganz gleich, wo es auch sein mag, dann versuche ich, denselben hundertprozentig auszufüllen.
19 декабря 1961 года суд присяжных в Мюнхене приговорил его к пожизненному лишению свободы за убийство в двух случаях. На Франкфуртском Освенцимском процессе 20 августа 1965 года снова был приговорён к пожизненному лишению свободы за убийство в одном случае, пособничество в убийстве 30 человек и соучастие в убийстве 750 человек. Также было проведено предварительное расследование относительно его деятельности в концлагере Нацвейлер. Умер в 1973 году в заключении.